# دوري اسطنبول لكرة القدم 1909–10
دوري اسطنبول لكرة القدم 1909–10 هو موسم من دوري اسطنبول لكرة القدم ‏. فاز فيه غلطة سراي.